# Železniční trať Leopoldov–Kozárovce
Železniční trať Leopoldov–Kozárovce (úsek, na němž je provozována osobní doprava, je v jízdním řádu pro cestující označen číslem 141) je jednokolejná neelektrifikovaná železniční trať na západě Slovenska, spojující Leopoldov a Kozárovce přes uzly Zbehy, Lužianky a Zlaté Moravce. Historicky se jedná o systém tří traťových úseků budovaných od konce 19. století do roku 1938. Úsek trati mezi Lužiankami a Dražovci je od roku 2015 zrušen.

## Historie

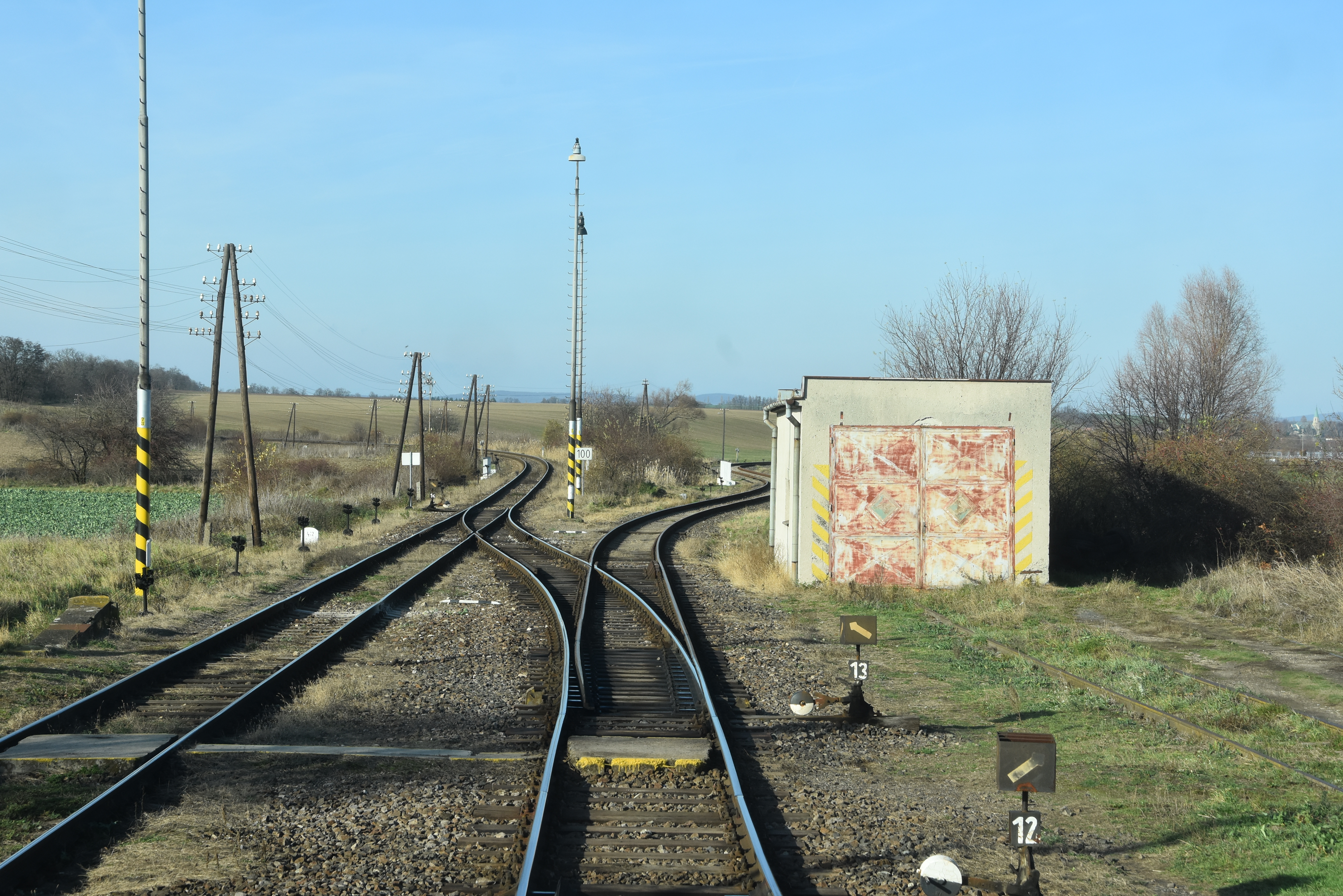
Severní zhlaví stanice Zbehy, vpravo odbočka směr Radošina

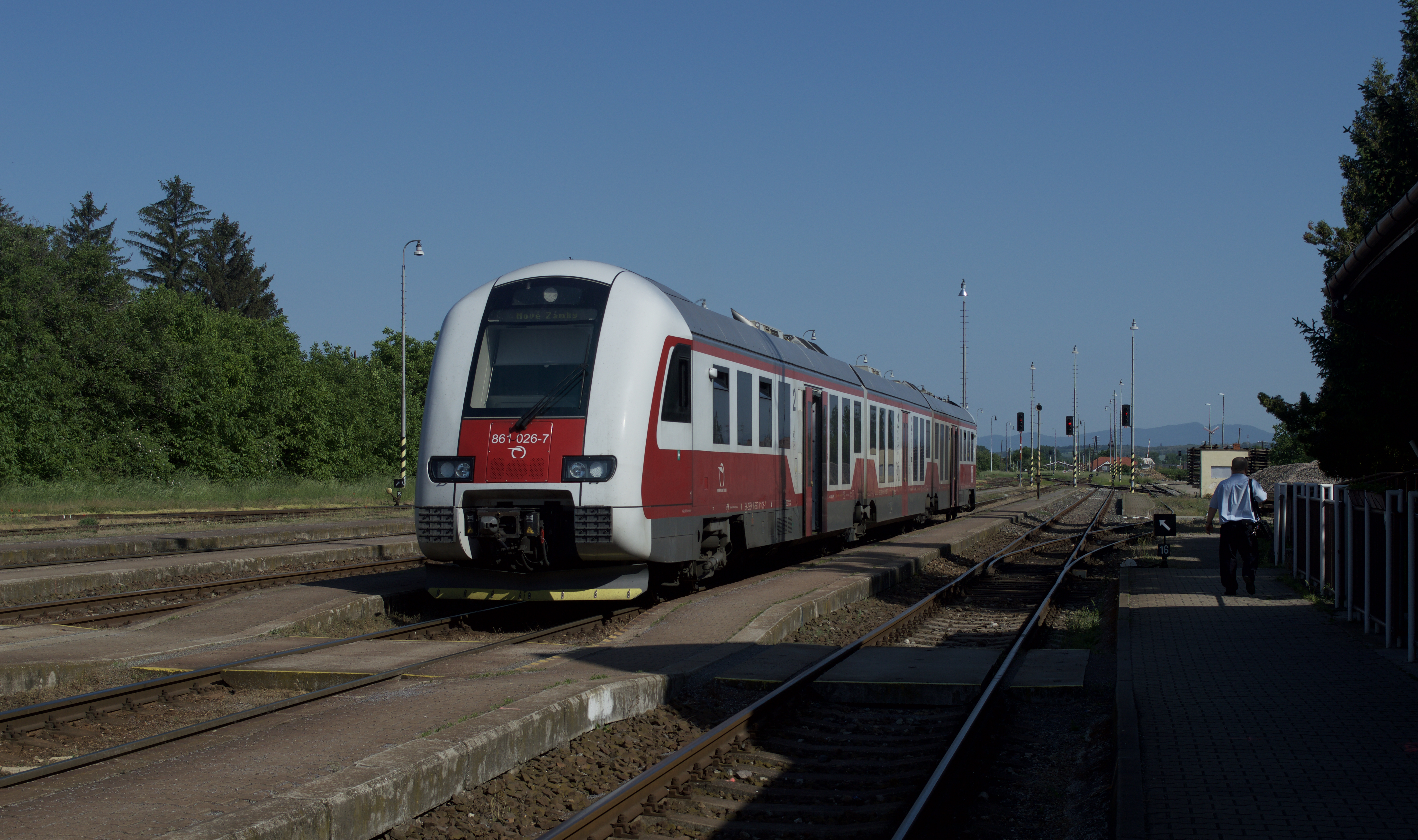
Vlak ve stanici Lužianky

Trať, která spojuje (resp. spojovala) Považie, Ponitrie a Pohronie, má tři úseky:
- Leopoldov–Lužianky (zprovozněn 1898)
- Lužianky – Zlaté Moravce (1938)
- Zlaté Moravce – Kozárovce (1912)

Nejstarším a stále nejdůležitějším úsekem je Leopoldov–Lužianky, otevřený roku 1898. Spojuje tratě Bratislava–Žilina a Nové Zámky – Prievidza. Propojka Zbehy–Jelšovce umožňuje přímou vozbu od Leopoldova do horního Ponitří, tudy jsou vedeny například rychlíky Bratislava–Prievidza.
Druhý v pořadí, roku 1912, byl zprovozněn úsek Zlaté Moravce – Kozárovce, který propojil údolí Žitavy s Pohroním (trať Nové Zámky – Zvolen).
Prostřední úsek spojující Lužianky u Nitry a Zlaté Moravce byl vybudovaný až v meziválečném období (dokončen 1938) během velkých investic do doplňování československé železniční sítě. Strategický význam tratě se ukázal záhy, kdy po zabrání jihu Slovenska Maďarskem (a s ním i tratě Šurany–Levice) tvořila jedinou spojnici Bratislavy a Zvolena (kromě objížďky přes Žilinu).

## Současnost
Úsek Leopoldov–Lužianky je využívaný na nákladní, regionální i rychlíkovou dopravu (Bratislava–Prievidza).
V úsecích Lužianky – Zlaté Moravce a Zlaté Moravce – Kozárovce je osobní doprava od roku 2003 zastavena. Úsek trati mezi stanicí Lužianky a zastávkou Dražovce byl roku 2015 zrušen a posléze odstraněn, aby uvolnil místo rozšíření nitranské průmyslové zóny.